# Toussaint Iluku Bolumbu

Wappen von Toussaint Iluku Bolumbu

Toussaint Iluku Bolumbu MSC (* 18. November 1964 in Monieka, Provinz Équateur) ist ein kongolesischer Ordensgeistlicher und römisch-katholischer Bischof von Bokungu-Ikela.

## Leben
Toussaint Iluku Bolumbu trat 1989 nach dem Philosophiestudium am Institut St. Augustin in Kinshasa der Ordensgemeinschaft der Herz-Jesu-Missionare bei. Von 1990 bis 1995 studierte Iluku Bolumbu Katholische Theologie an der École Théologique St. Cyprien in Yaoundé. Er legte im August 1994 die ewigen Gelübde ab und empfing am 23. Juli 1995 in Boende durch den Bischof von Bokungu-Ikela, Joseph Mokobe Ndjoku, das Sakrament der Priesterweihe.
Anschließend setzte Toussaint Iluku Bolumbu seine Studien an der Faculté de philosophie Saint Pierre Canisius in Kimwenza fort, wo er 1997 ein Lizenziat im Fach Philosophie erwarb. Parallel zu seinem Studium war er in dieser Zeit als Assistent in der Ausbildung der Postulanten und Philosophiestudenten seiner Ordensgemeinschaft sowie als Pfarrvikar der Pfarrei Sainte Marie Madeleine in Matete tätig. Von 1997 bis 1998 war Iluku Bolumbu Pfarrvikar der Pfarrei St. Michel in Ikela, bevor er Vizerektor und Ökonom des Scholastikats der Herz-Jesu-Missionare in Yaoundé wurde. Zudem lehrte er Philosophie am Institut St. Joseph Mukasa in Yaoundé. 2000 wurde Toussaint Iluku Bolumbu für weiterführende Studien nach Rom entsandt, wo er 2002 an der Päpstlichen Universität Gregoriana ein Lizenziat im Fach Spirituelle Theologie erwarb. Zudem absolvierte er von 2002 bis 2003 einen Kurs für Ausbilder an Priesterseminaren.
Nach der Rückkehr in seine Heimat wurde Iluku Bolumbu Vizepräsident der Vereinigung der höheren Ordensobereren in der Kirchenprovinz Mbandaka-Bikoro. Daneben war er 2005 Assistent des Generalsekretariats beim Generalkapitel seiner Ordensgemeinschaft in Rom und 2009 Moderator der Generalkonferenz in Yaoundé. Von 2009 bis 2010 absolvierte er ein Studienjahr an der Catholic Theological Union in Chicago. Danach wurde er Direktor des Scholastikats der Herz-Jesu-Missionare in Yaoundé und lehrte Theologie des Geweihten Lebens an der École Théologique St. Cyprien. Seit 2016 war Iluku Bolumbu Provinzialsuperior der französischsprachigen afrikanischen Ordensprovinz seiner Ordensgemeinschaft, die den Senegal, die Republik Kongo, die Demokratische Republik Kongo und Kamerun umfasst.
Am 13. Mai 2019 ernannte ihn Papst Franziskus zum Bischof von Bokungu-Ikela. Der Erzbischof von Kinshasa, Fridolin Ambongo Besungu OFMCap, spendete ihm am 21. Juli desselben Jahres in Bokungu die Bischofsweihe; Mitkonsekratoren waren der Bischof von Kole, Emery Kibal Mansong’loo CP, und der Apostolische Nuntius in der Demokratischen Republik Kongo, Erzbischof Ettore Balestrero. Sein Wahlspruch Verba vitae aeternae habes („Du hast Worte ewigen Lebens“) stammt aus Joh 6,68 .